# Château de Montcléra
Le château de Montcléra est situé sur la commune de Montcléra, dans le département du Lot.

## Historique

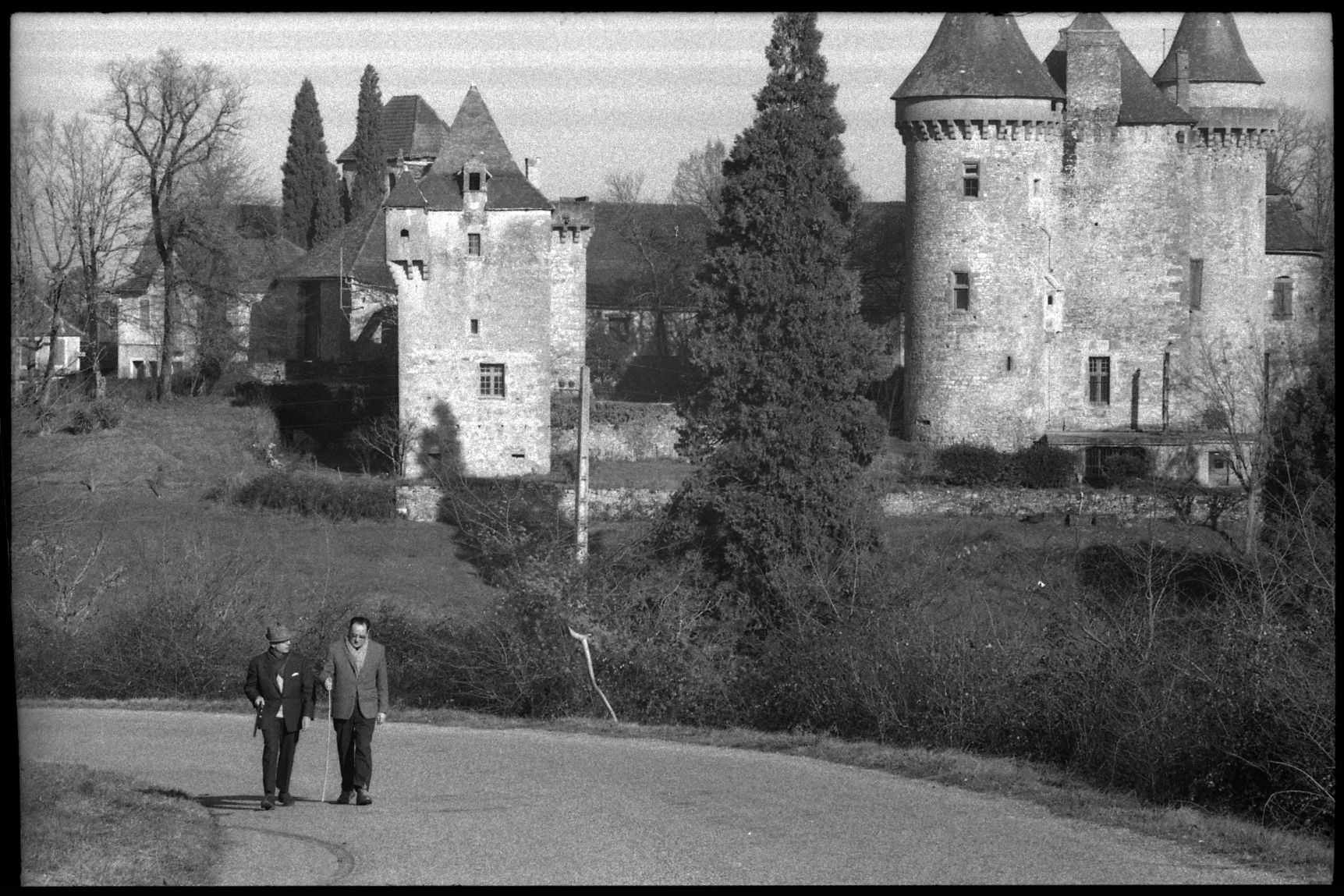
Château de Montcléra en 1970. Au premier plan, Maurice Faure.

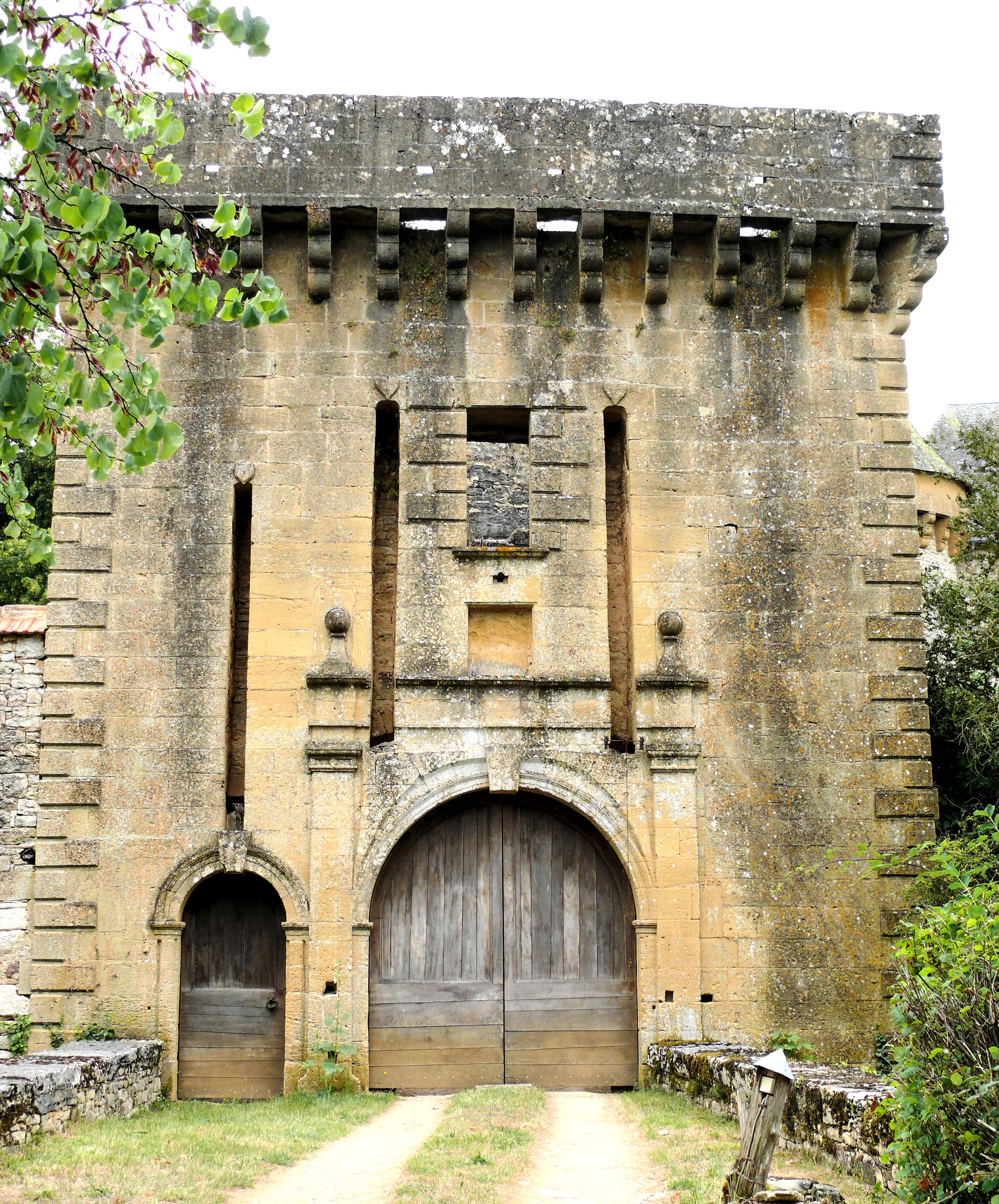
Porte fortifiée.

Ce fut le siège d'une seigneurie créée au début en 1334 par le duc de Normandie, le futur Jean II, qui offre les terres de Montcléra pour services rendus à Arnaud de Commarque par démembrement de la juridiction royale de Cazals. Arnaud de Commarque a servi les papes Jean XXII et Clément VI. En 1346, par un accord entre le roi Philippe VI et l'évêque de Cahors, la terre de Montcléra est considérée comme la limite des juridictions royales et épiscopales. En 1368, la seigneurie est passée à Amalvin de Commarque dans un hommage à l'évêque de Cahors, qui est identifié comme Amalvin de Gironde dans un nouvel hommage en 1391. La seigneurie subit des dommages pendant la guerre de Cent Ans.
La seigneurie n'est réoccupée par les Gironde qu'en 1446. En 1504 le château qui appartient à Jean de Gironde est cité pour la première fois dans un dénombrement.
François de Gironde fait son testament en 1610 au profit de son fils, Brandelis et son petit-fils François sous la condition qu'ils portent les armes des Gironde et de Moncléra. Brandelis de Gironde est marié en 1605 avec Louise de Gontaut-Biron. La seigneurie de Montcléra et la vicomté de Lavaur sont élevées en marquisat par le roi Louis XIII, en 1616.
Le château reste dans la famille de Gironde jusqu'au XIXe siècle puis il passe à la famille Dupuy.

## Description
Le château de Montcléra est un édifice du XVe siècle, remanié à la Renaissance. Il présente essentiellement un corps de logis rectangulaire flanqué de tours rondes à machicoulis, dont une reçoit l'angle d'un imposant donjon carré portant une échauguette carrée et dont le grand comble est ajouré de fenêtres de la seconde renaissance. La façade pourvue de chaînes d'angle, est percée d'une porte cochère et d'une porte piétonne, toutes deux en plein cintre. L'ensemble est entouré d'un beau parc.

## Protection
Le château fait l’objet d’une inscription au titre des monuments historiques depuis le 26 octobre 1925 alors que la porte d'entrée est classée depuis le 21 janvier 1929.